# King Peak
Il King Peak (talvolta chiamato Mount King) è la quarta montagna più alta del Canada, la nona del Nord America, con una altezza di 5.173 metri sul livello del mare. È situata nel territorio dello Yukon, e fa parte della catena montuosa delle Monti Sant'Elia. Si trova ad ovest del Monte Logan, la più alta cima canadese.